# Emerson Jones
Emerson Jones (Gold Coast, 7 de julio de 2008) es una tenista australiana. Es hija de la medallista olímpica Loretta Harrop.

## Carrera

### Junior
Jones alcanzó el primer lugar del ranking junior de 2024, cuando llegó a la final del Australian Open y a la final de Wimbledon.

### Profesional
Tuvo su debut profesional a los 14 años en un partido de la clasificatoria al Torneo de Hobart 2023. Jugó su primera final en el W15 de Caloundra. En 2024 cayó en la final del W35 de Swan Hill y ganó el Challenger de Sidney.
En 2025 obtuvo su primera victoria en el WTA Tour, al derrotar a Wang Xinyu, en la primera ronda del Adelaide International.
Debutó en Grand Slam en el Australian Open 2025, donde perdió en primera ronda contra Yelena Rybákina.